# Jednorożec (singel)
Jednorożec – singel polskiego rapera Sokoła z jego albumu studyjnego, zatytułowanego Nic. Singel został wydany 3 września 2021.
Nagranie otrzymało w Polsce status podwójnej platynowej płyty.

## Geneza utworu i historia wydania
Utwór napisali i skomponowali Tomasz Musiel i Wojciech Sosnowski.
Singel ukazał się w formacie digital download 3 września 2021 w Polsce za pośrednictwem wytwórni płytowej Sony Music Entertainment. Kompozycja została umieszczona na piątym albumie studyjnym Sokoła – Nic.

## Teledysk
Do utworu powstał teledysk, który udostępniono w dniu premiery singla za pośrednictwem serwisu YouTube.

## Lista utworów
- Digital download[6]

1. „Jednorożec” – 4:48

## Certyfikaty
| Kraj          | Certyfikat         |
| ------------- | ------------------ |
| Polska (ZPAV) | 2x platynowa płyta |